# Абхазава, Шота
Шота Мерабович Абхазава (род. 12 августа 1971 года) — автогонщик, конструктор гоночных автомобилей, создатель двух автодромов в разных странах, бизнесмен. С 2021 года является гражданином Республики Казахстан.

## Карьера спортивного менеджера
В 1993 году окончил Московский Автодорожный Институт (МАДИ) по специальности «гоночные автомобили». Будучи студентом, участвовал в проекте создания гоночных автомобилей «Астрада» и «Гардарика». Работал в Лаборатории спортивных автомобилей (ЛСА) МАДИ. В 1998 году основал конструкторское бюро и команду «Пилот Ф-3 Инжиниринг». В 1999 году команда боролась за лидерство в Чемпионате России, имея в активе новейший итальянский автомобиль класса Формула-3 Dallara F399 под управлением пилота Фабио Бабини. Через год команда изменила название на «АртЛайн Инжиниринг», а в 2001 году Маурицио Медиани выиграл для неё первый чемпионский титул.
В 2003 году Абхазава принял решение о переходе команды из международной Формулы-3 в национальную Формулу-1600; год спустя впервые заявляет о грядущем переходе на шасси собственного производства — ArtTech. В этот же период впервые был избран координатором национальной «формулы», сменив на этом посту руководителя команды «Формула Z» Николая Ветрова и войдя в состав Комитета кольцевых гонок Российской Автомобильной Федерации. В ноябре 2004 года созданный под его руководством гоночный болид ArtTech впервые экспонировался на выставке «Спорт Мотор Тюнинг».
В 2005 году финансировал и участвовал в одном из первых российских семинаров, посвящённых спортивному маркетингу — «Спортмаркетинг-2005». Под руководством Абхазава национальная Формула-1600 признана «классом года» по версии популярного автоспортивного блога iloveracing. Абхазава приступил к проектированию первого из двух построенных им автодромов — «Мячково» (впоследствии — «АДМ»). 23 июля 2006 года новый автодром принял первые официальные соревнования. После разрушения «Невского кольца» в Петербурге, «Мячково» на 4 года стал единственным стационарным автодромом в европейской части России, поддержав тем самым само существование в стране такой спортивной дисциплины, как кольцевые гонки.

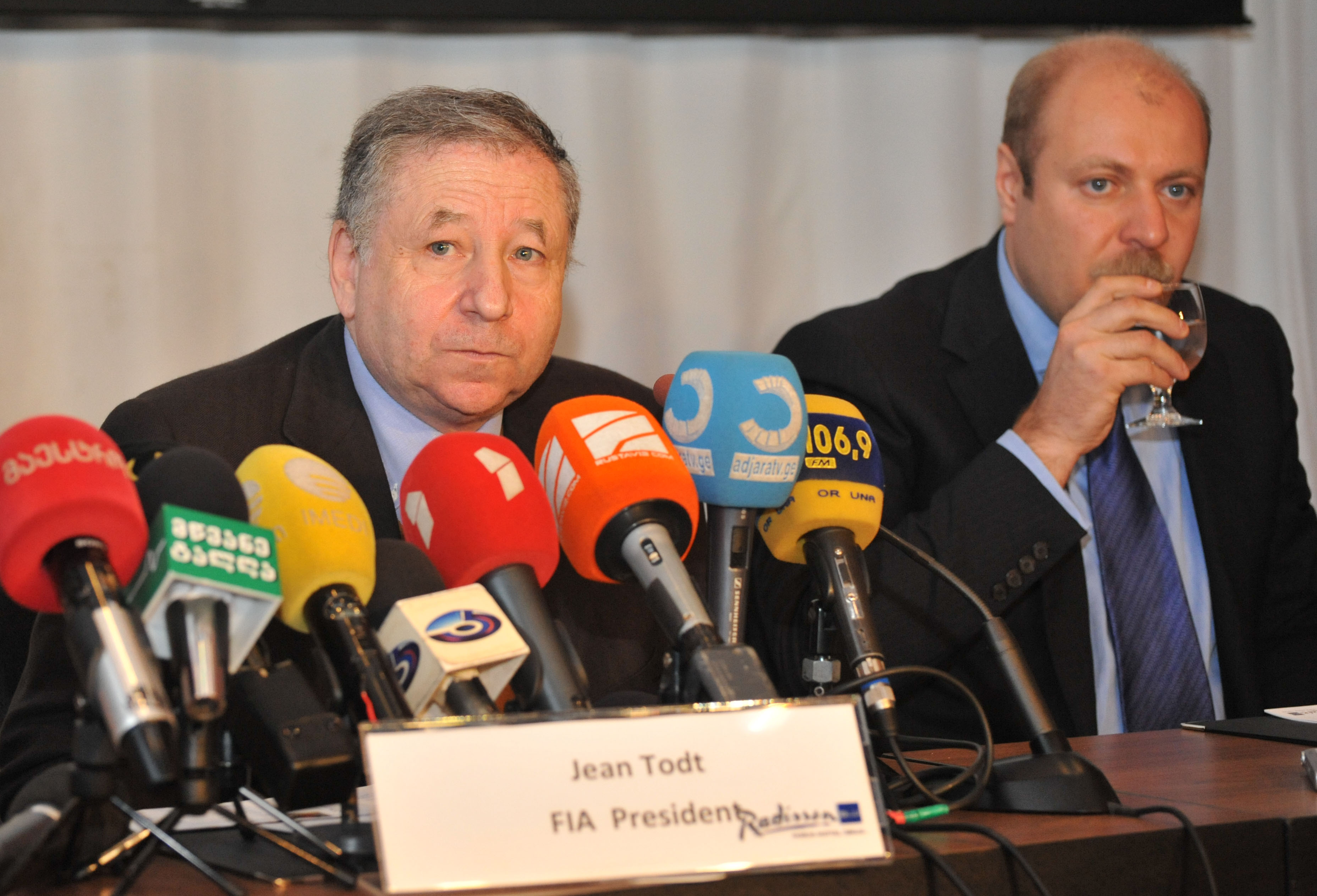
Абхазава и глава FIA Жан Тодт дают пресс-конференцию в Тбилиси. 22.04.2011

В 2006 году Абхазава открыто выступил против руководства Российской Автомобильной Федерации, обвиняя его в десятикратном росте расходов за пять лет и отходе от демократических принципов формирования комитетов по видам спорта. В 2007 руководитель «АртЛайна» — частый гость программы «Обратный отсчёт», предваряющей трансляции Формулы-1 на РенТВ. Команда выиграла чемпионат России и отдельные этапы чемпионата Финляндии в классе Формула-3.
В июле 2008 года Абхазава впервые в истории организует Кубок Северной Европы в классе Формула-3, а в конце года привёз в Россию новый гоночный класс — американские Legend Cars. В декабре 2008 года впервые участвовал в мировых финалах Legends в Лас-Вегасе и занял 2 место.
В 2009 году команда Абхазава участвовала в немецком кубке Deutscher ATS Formel-3-Cup на автомобилях собственного производства и победила в зачёте Trophy. Абхазава начал деятельность на грузинском рынке в качестве бизнесмена и организатора соревнований, впервые привёз в страну болиды Формулы-3. Параллельно выступил в летнем и зимнем кубках Legend Cars в России и победил в обеих сериях соревнований.

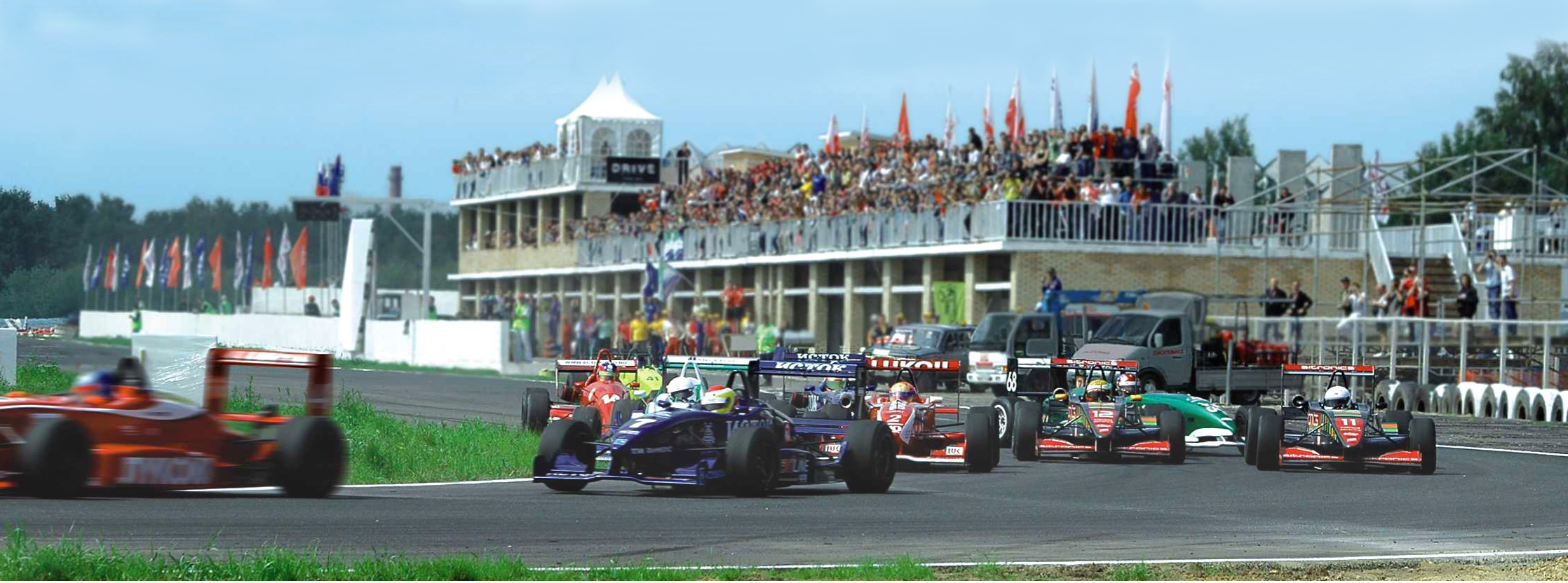
Автодром АДМ под Москвой

По завершении успешного для команды немецкого гоночного сезона 2010 года, Абхазава заявил о переходе «АртЛайна» с 2011 года в абсолютный зачёт ATS Cup. В октябре 2011 года он за рулём автомобиля Legend выиграл финальную гонку чемпионата Евросоюза на трассе Формулы-1 «Спа-Франкоршам».
В декабре 2011 года Абхазава провёл техническое, а в апреле 2012 года — официальное открытие реконструированного его компанией автодрома в Рустави, получившего название Rustavi International Motorpark. Возглавив Автоспортивную Ассоциацию Грузии (GASA), бизнесмен всего за год создал в стране два полноценных гоночных чемпионата — Legends и Formula Alfa, что вывело Грузию в число лидеров в области автоспорта среди стран бывшего СССР.

## Карьера в гонках
По данным аналитического сайта Drivers Database, Абхазава участвовал в 71 гонке, в 32 из которых стал победителем. За три года он дважды становился призёром Мировых финалов Legend Cars (2008 — 2 место в зачёте SemiPro, 2011 — 3 место в зачёте Pro) и трижды выигрывал российский кубок Legends. В грузинском чемпионате 2012 года он вышел в лидеры как по количеству побед, так и по числу поул-позиций (6 побед, 7 поулов, 3 быстрейших круга).
В 2014 году Абхазава впервые принимает участие в гоночной серии Lamborghini Blancpain Super Trofeo — «самом скоростном трофее одной марки в мире» — за команду Automobili Lamborghini Racing Team Luxemburg. Он начинает сезон в Монце и, в обеих гонках уик-энда финишировав на второй позиции, поднимается на вторую строчку зачёта пилотов в самой многочисленной зачётной группе «AM». В сезоне 2015 года Абхазава, выступая за созданную им команду Artline Team Georgia, выигрывает серию.
В 2019 году занял первое место в серии Lamborghini Super Trofeo Europe в классе Pro Am.
В 2023 году Шота Абхазава выиграл мировой финал Lamborghini Super Trofeo в классе Lamborghini Cup .
В 2024 выиграл европейскую серию Lamborghini Super Trofeo Europe в классе Lamborghini Cup, одержав 7 побед из 12 гонок сезона. Выступая за Казахстанскую команду ArtLine Kazakhstan, Шота Абхазава начал сезон, победив на первом этапе на трассе Imola Circuit. . С четвертого этапа Шота продолжил победную серию, выигрывая гонку за гонкой в Nürburgring – 2 победы, Circuit de Barcelona-Catalunya – 2 победы и Circuito de Jerez – 2 победы. По результатам сезона Шота вывел команду ArtLine Kazakhstan на третье место Lamborghini Super Trofeo Europe в командном зачете.